# Павловський (Оршанський район)
Па́вловський (рос. Павловский, марій. Павловск) — виселок у складі Оршанського району Марій Ел, Росія. Входить до складу Шулкинського сільського поселення.

## Населення
Населення — 3 особи (2010; 5 у 2002).
Національний склад (станом на 2002 рік):
- росіяни — 100 %